# Chloe Bridges
Chloe Bridges (Luisiana, 27 de dezembro de 1991) é uma atriz e cantora norte-americana.

## Carreira
Chloe atuou como Zoey na série "Freddie" durante 2005 - 2006. A série estreou em 5 de outubro de 2005, sendo cancelada em 12 de abril de 2006, concluindo apenas uma temporada. Atuou também em um dos episódios da série Desperate Housewives. Ela também apareceu no vídeo "Remember December", de Demi Lovato, em novembro de 2009. Em 2010, ela participou do grande sucesso Disney Channel chamado Camp Rock 2: The Final Jam interpretando Dana Turner. No mesmo ano, Bridges participou do filme feito para televisão chamado The Untitled Michael Jacobs Pilot interpretando Rachel Davidson. Em 2011, Chloe participa do filme chamado Worst. Prom. Ever como Neve Spirnak e gravou Family Weekend, sendo previsto para ser lançado em 2012. Em 2011, Chloe participou da série 90210 e da série Suburgatory. Integrou o elenco principal de The Carrie Diaries como Donna LaDonna e interpretou Sydney Driscoll na série Pretty Little Liars. Atualmente interpreta Roxy na série Insatiable.

## Filmografia

### Cinema
| Ano  | Filme                             | Personagem        | Notas     |
| ---- | --------------------------------- | ----------------- | --------- |
| 2008 | The Longshots                     | Tammy             |           |
| 2009 | Legally Blondes                   | Ashley            |           |
| 2009 | Forget Me Not                     | Layla             |           |
| 2010 | Camp Rock 2: The Final Jam        | Dana Turner       | Telefilme |
| 2010 | The Untitled Michael Jacobs Pilot | Rachel Davidson   | Telefilme |
| 2011 | Worst. Prom. Ever.                | Neve Spirnak      | Telefilme |
| 2012 | Family Weekend                    | Kat               |           |
| 2012 | Metal So ldiers                   | Sem nome definido |           |
| 2015 | The Final Girls                   | Paula             |           |
| 2015 | Nightlight                        | Nia               |           |
| 2016 | Mike and Dave Need Wedding Dates  | Apartment Chloe   |           |
| 2017 | Airplane Mode                     | Jenna             |           |
| 2018 | Little Bitches                    | Brooke            |           |
| 2018 | Game Over, Man!                   | Diana             |           |
| ASA  | Browse                            | Veronica          |           |
| ASA  | Miles                             | Nicki             |           |

### Televisão
| Ano       | Título              | Personagem      | Notas                                               |
| --------- | ------------------- | --------------- | --------------------------------------------------- |
| 2005-2006 | Freddie             | Zoey Moreno     |                                                     |
| 2006      | George Lopez        | Zoey Moreno     | 1 episódio                                          |
| 2008      | Out of Jimmy's Head | Undine          | 1 episódio                                          |
| 2011      | Suburgatory         | Misty           |                                                     |
| 2011      | 90210               | Alexis          |                                                     |
| 2012      | New Girl            | Chloe           |                                                     |
| 2012      | The Carrie Diares   | Donna LaDonna   |                                                     |
| 2014-2017 | Pretty Little Liars | Sydney Driscoll | 10 episódios                                        |
| 2015-2016 | Faking It           | Zita            | 5 episódios                                         |
| 2016      | The Grinder         | Calista         |                                                     |
| 2017      | Daytime Divas       | Kibby Ainsley   | Elenco principal; 10 episódios                      |
| 2018-2019 | Insatiable          | Roxy Graham     | Elenco Recorrente; Participação - Episódio "Porcos" |

### Video Game
| Ano  | Título                         | Personagem           | Notas |
| ---- | ------------------------------ | -------------------- | ----- |
| 2006 | Desperate Housewives: The Game | Danielle Van de Kamp | Voz   |